# Ténéri
Ténéri (ou Tineri) est une localité du Cameroun située dans le département du Logone-et-Chari et la Région de l'Extrême-Nord, au sud du lac Tchad, à la frontière avec le Tchad. Elle fait partie de la commune de Logone-Birni et du canton de Hinalé. On distingue parfois Ténéri I et Ténéri II.

## Population
Lors du recensement de 2005, 72 personnes ont été dénombrées à Ténéri I et 90 à Ténéri II.